# La carga
La carga es una pintura al óleo realizada por Ramón Casas en 1899 en Barcelona y que pertenece al Museo Nacional Reina Sofía, aunque actualmente se expone en el Museo Comarcal de la Garrocha de Olot.
Expuesto en el Salón du Champ de Mars durante el año 1903, el título hace alusión a una huelga ocurrida en Barcelona en febrero de 1902, aunque la crítica actual considera que Casas lo pintó en 1899, y muy probablemente, fue la pintura que no tuvo tiempo de presentar en la Exposición Universal de París (1900). En 1904 obtuvo la Primera Medalla en la Exposición Nacional de Madrid, como colofón definitivo al auge de la fama del artista. En 1911 fue depositado por el Patrimonio Nacional en el Museo Comarcal de la Garrocha de la población de Olot.

## Análisis
Casas insiste en la idea de dar una alternativa moderna a los cuadros de historia, recurriendo a un formato de grandes dimensiones. A diferencia de su otra pintura El garrote vil, el pintor opta aquí por centrar dramáticamente el conflicto en el guardia civil a caballo pisando a un obrero. La figura del guardia civil apareció en la portada del número 25, en noviembre de 1899. En este dibujo la mirada del personaje se hacía al frente, así como las patas del caballo adoptaban otra posición. Esta posición fue corregida por Casas entre la versión de 1899 y la versión final de 1903-.
| Detalle del guardia civil                                                             | Dibujo preparatorio |
| Detalle del guardia civil                                                             | Dibujo preparatorio |
| Personajes y trabajos preparatorios aparecidos en la revista Pèl & Ploma el año 1899. |                     |

Sin embargo, estos personajes, no ocupan el centro de la composición, sino que, desde el extremo derecho, son el punto de partida de un espacio panorámico que se despliega en forma de abanico hacia la izquierda, traduciendo expresivamente el movimiento de la multitud asustada que huye de los sables policíacos; en el centro, un gran espacio vacío completa la acción dramática y remata una composición insólita para un cuadro de este tipo.
Una vez más, Casas adapta con una facilidad sorprendente su técnica suelta, de manchas contrastadas y luz difuminada, en un formato inusual. En 1909 realizó una versión reducida, con el guardia civil a pie, que se conserva en una colección americana.